# Astharoth
Astharoth war eine polnische Thrash-Metal-Band aus Bielsko-Biała, die im Jahr 1988 gegründet wurde und sich 1994 wieder auflöste.

## Geschichte
Die Band wurde im Jahr 1988 gegründet und bestand aus Sänger und Gitarrist Jarek Tatarek, Gitarrist Dorota Homme, Bassist Witold Wirth und Schlagzeuger Dariusz Malysiak. Die Band gewann das Metal Battle im Jahr 1989 in der Spodek Arena in Kattowitz und erreichte dadurch einen Auftritt auf dem Metalmania. Das Debütalbum Gloomy Experiments erschien in Finnland über Poko Rekords und in Italien über Metal Master Records. Im Frühling 1990 spielte die Band erneut auf dem Metalmania, um Kreator zu unterstützen. Statt ein zweites Album danach aufzunehmen, verlagerte die Band nun ihren Wohnort in die San Francisco Bay Area. In den Folgejahren nahm die Band weitere Demos auf: Self Hatered (1990), Wisdom of the Blind (1991), Limits (1992) und Cycles of the Sphere (1994). Im Jahr 1994 löste sich die Gruppe dann auf. Im Jahr 2009 wurde das Debütalbum Gloomy Experiments über Metal Mind Productions wiederveröffentlicht.

## Stil
Die Band spielt klassischen Thrash Metal, der als eine Mischung aus Kreator und Voivod beschrieben wird.

## Diskografie
- 1990: Gloomy Experiments (Album, Poko Rekords / Metal Master Records)
- 1990: Self-Hatred (Demo, Eigenveröffentlichung)
- 1991: Wisdom of the Blind (Demo, Eigenveröffentlichung)
- 1992: Limits (Demo, Eigenveröffentlichung)
- 1994: Cycles of the Sphere (Demo, Eigenveröffentlichung)
- 2006: Lost Forever World (Kompilation, Spheric Reality Records)